# Spoorlijn Hamburg-Ohlsdorf - Hamburg Airport
De Spoorlijn Hamburg-Ohlsdorf - Hamburg Airport (Flughafen-S-Bahn Hamburg) is een 3,0 kilometer lange spoorlijn van de S-Bahn van Hamburg. De lijn werd geopend op 11 december 2008 en is als spoorlijn 1239 onder beheer van DB Netze.

## Traject
De Luchthaven-S-Bahn verbindt Luchthaven Fuhlsbüttel via station Ohlsdorf met de Hamburgse binnenstad. De lijn is met uitzondering van een klein deel noordelijk van Ohlsdorf volledig ondergronds. De tunnelingang ligt ter hoogte van de splitsing van de S-Bahn naar Poppenbüttel. Door geologische omstandigheden ligt de tunnel tot 30 meter diep onder maaiveld. Hierbij gaat het station onder de Alster en een woonwijk in Fuhlsbüttel.
Voor het treinverkeer in het tunnelstation bestaan alleen de sporen 3 en 4.

## Gebruik
De spoorlijn wordt door de lijn S1 bediend. De treinen uit de binnenstad zijn tot station Ohlsdorf gevleugeld. De voorste treindeel rijdt verder naar de luchthaven, terwijl het achterste deel verder rijdt naar Poppenbüttel. Stadinwaarts worden de treinen in Ohlsdorf gekoppeld. De reistijd vanaf het Hauptbahnhof naar de luchthaven bedraagt 24 minuten, in de tegenrichting 25 minuten. De luchthaven wordt met een 10 minuten frequentie verbonden, in de ochtend en de avond wordt er gereden met een 20 minuten frequentie.
De lijn wordt vanuit het elektronische seinhuis in Ohlsdorf bediend en bewaakt. Het seinhuis (naam: Ofs) werd in september 2008, enkele maanden voor de opening van de tunnel, in gebruik genomen. Verder werd de lijn uitgerust met de nieuwe Ks-Seinen en GSM-Rail.

## Geschiedenis

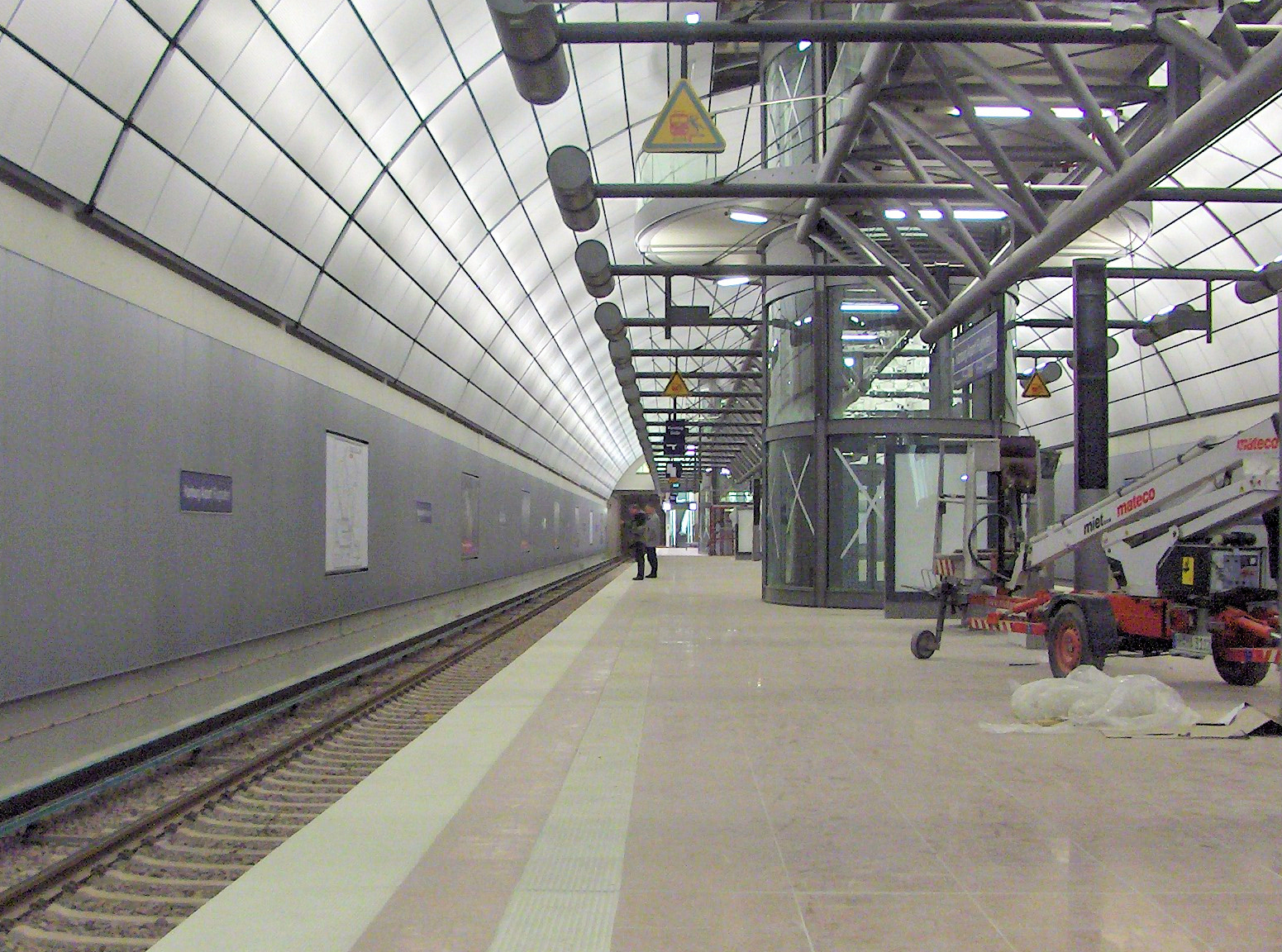
Perron van het luchthavenstation een maand voor de opening (2008)

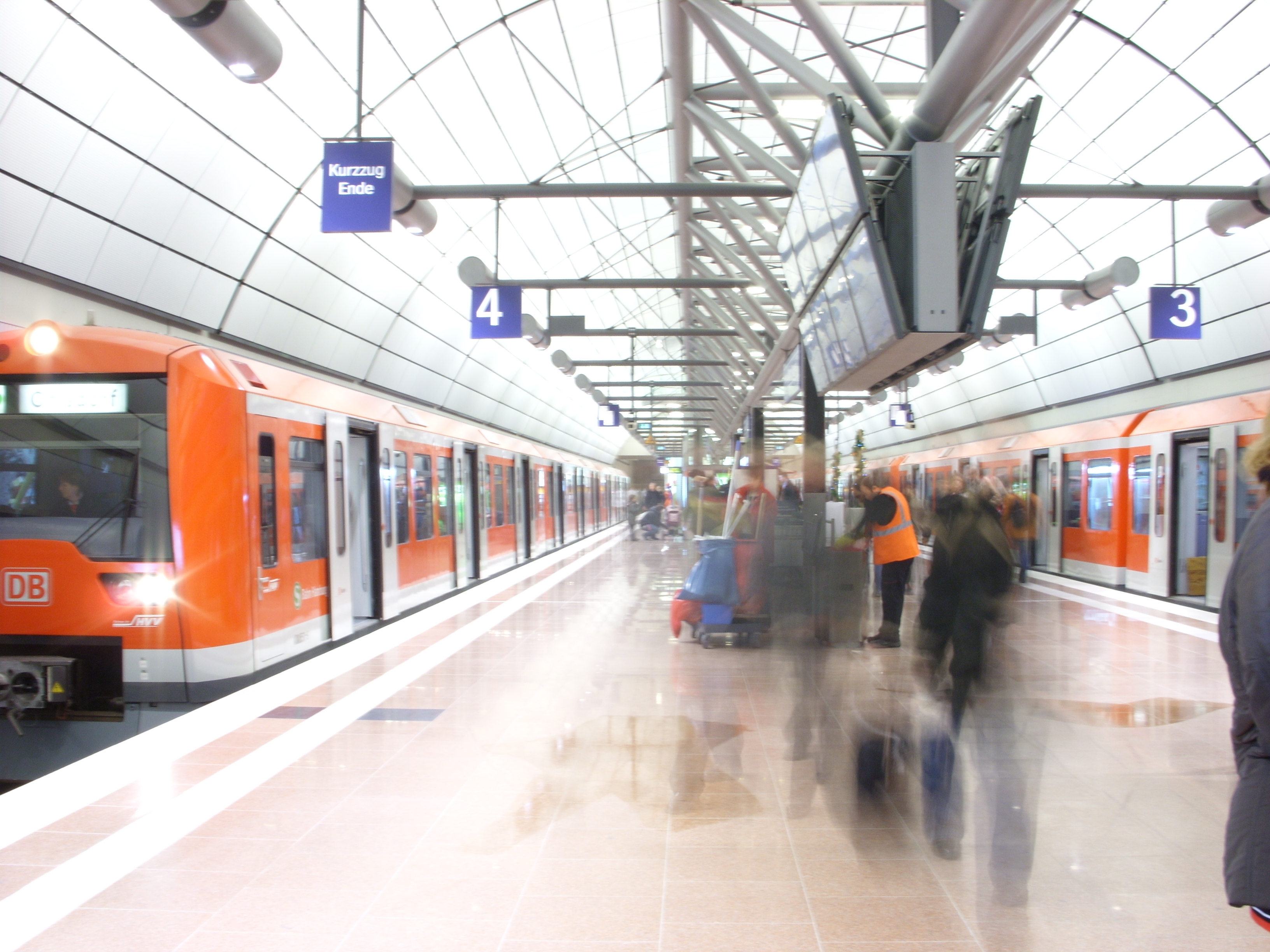
Station Airport bij de opening op 11 december 2008

De verbinding met de luchthaven via de S-Bahn werd in de jaren '60 al bediscussieerd. Tot eind mei 1974 werd de luchthaven door de lijn 9 van de Tram van Hamburg met de binnenstad verbonden. Een plan was de oorspronkelijk geplande metrolijn U4 te verlengen naar de luchthaven, die eind jaren '70 gereed zou zijn. Echter, na het schrappen van de bouw van de U4 bleef de luchthaven spoorloos. Nieuwe plannen verliepen traag, omdat in de jaren '80 een nieuwe luchthaven bij Kaltenkirchen gepland was, om de drukke luchthaven van Hamburg te vervangen. Door deze plannen was er geen noodzaak om de Luchthaven Fuhlsbüttel te verbinden met de metro of de S-Bahn.
Nadat de plannen voor een nieuwe luchthaven afgeblazen werden, werd eind jaren '90 een spooraansluiting opnieuw onderzocht, alleen door financieringsproblemen kwam het niet verder dan de planstudies. Gelijktijdig kwam in 1991 een deel van het station in ruwbouw gereed. De beslissing voor de verbinding werd door de senaat in 1998 genomen, gelijktijdig met de uitbreiding van luchthaven.
Door rechtszaken van bewoners tegen het project konden de werkzaamheden na een tweejarige vertraging op 11 april 2001 begonnen worden. De voltooiing stond optimistisch, en rekening gehouden met de rechtszaken in 2005. Doordat de tunnel tijdens de werkzaamheden in 2004 is gaan lekken, werd de openstelling uitgesteld naar 2007 maar werd uiteindelijk 12 december 2008. Een dag voor de officiële opening werden gratis introductieritten aangeboden naar het station.

## Uitbreidingen
Volgens het concept "Flugzug" (Vliegtrein) zal de S-Bahnlijn van de luchthaven in noordelijke richting worden doorgetrokken tot de lijn van de AKN-spoorlijn naar Norderstedt Mitte. Hierbij wordt ook de AKN-spoorlijn tussen Henstedt-Ulzburg en Kaltenkirchen uitgebreid, zo kan de verbinding Kiel - Hamburg Airport - Hamburg Hauptbahnhof ontstaan. Hiermee krijgt een deel van Sleeswijk-Holstein een beter OV-verbinding met de luchthaven van Hamburg.
Het idee van de verlenging van de luchthavenlijn tot de AKN-spoorlijn werd in 2007 door de AKN aangedragen en in een haalbaarheidsstudie onderzocht. Ook is de verlenging onderdeel van de Drie-Assen-Concept van de Sleeswijk-Holsteinse Ministerie van Wetenschap, Werk, Verkeer en Technologie uit februari 2008, om het openbaar vervoer in Sleeswijk-Holstein te verbeteren.

## Trajectgegevens
De spoorlijn heeft een maximumsnelheid van 80 km/h en is met een derde rail geëlektrificeerd met 1200 V gelijkstroom. De helling van de tunnel heeft een maximale helling van 40‰. Station Hamburg Airport heeft een eilandperron van 140 meter lang en is daarmee geschikt voor de langste treinen van de S-Bahn. De totale kosten van het project (stand: 2008) bedroegen ongeveer €280 miljoen, de rijksoverheid betaalde 60% en de Stad Hamburg 40% van de kosten.
Vanaf de start werden 13.500 reizigers per dag verwacht. De S-Bahn van Hamburg verwerkte naar eigen zeggen in het jaar 2009 rond de 4,1 miljoen reizigers op het trajectdeel, in het jaar 2014 was het 6,3 miljoen. Met een aandeel van 34,5% die per spoor naar de luchthaven kwam begin november 2014 was dit een van de hoogste in Duitsland. Bij andere luchthavens ligt dit aandeel tegen de 30%.

## Treindiensten
De Deutsche Bahn verzorgt het personenvervoer op dit traject met S-Bahn treinen.
| Serie | Treinsoort        | Route | Bijzonderheden |
| ----- | ----------------- | --- | -------------- |
|       | S-Bahn (DB Regio) | Hamburg Airport – /Poppenbüttel – Ohlsdorf – Barmbek – Berliner Tor – Hauptbahnhof – Altona – Blankenese – Wedel |                |

## Aansluitingen
In de volgende plaats is of was er een aansluiting op de volgende spoorlijnen:
Hamburg-Ohlsdorf
DB 1241, spoorlijn tussen Hamburg Hauptbahnhof en Hamburg-Poppenbüttel
DB 1243, spoorlijn tussen Hamburg-Barmbek en Hamburg-Ohlsdorf
DB 1247, spoorlijn tussen Hamburg-Ohlsdorf en Hamburg-Ochsenzoll